# Sumi Jo
Sumi Jo (kor. 조수미, ur. jako Jo Sug-yeong (kor. 조수경) 22 listopada 1962 w Seulu) – południowokoreańska sopranistka (sopran koloraturowy).
W latach 1981–1983 studiowała śpiew w Seulu, a w latach 1983–1986 w Akademii Muzycznej św. Cecylii w Rzymie. W 1986 debiutowała jako Gilda w Rigoletcie Verdiego. W roku 1988 zaśpiewała partię Oskara w operze Bal maskowy Giuseppe Verdiego na Festiwalu w Salzburgu.